# Analyse multivectorielle
L’analyse géométrique, calcul géométrique, analyse multivectorielle, ou encore calcul multivectoriel, est une branche des mathématiques qui est aux structures d'algèbres géométriques ce que l'analyse vectorielle est aux espaces vectoriels.  En substance, l'analyse géométrique considère des fonctions définies sur un espace vectoriel et à valeurs dans l'algèbre géométrique sous-tendue par cet espace, et s'intéresse aux limites exhibées par ces fonctions dans le cadre du calcul infinitésimal.

## Structure algébrique induite
L'ensemble {\displaystyle {\mathcal {G}}^{\mathcal {V}}} des fonctions de {\displaystyle {\mathcal {V}}} dans {\displaystyle {\mathcal {G}}} n'est pas, a priori, une algèbre géométrique.  Cependant il peut être doté d'une telle structure en plaquant, point par point, la structure algébrique de {\displaystyle {\mathcal {G}}}, et en associant à tout élément de {\displaystyle {\mathcal {G}}} un élément de {\displaystyle {\mathcal {G}}^{\mathcal {V}}} à valeur constante.
Il est trivial de vérifier que {\displaystyle {\mathcal {G}}^{\mathcal {V}}} muni d'une telle structure constitue une algèbre géométrique.  Il n'est par ailleurs pas difficile de se convaincre que l'opération {\displaystyle M\mapsto M_{\mathrm {cst} }} constitue une injection ainsi qu'un morphisme d'algèbres.  Ce morphisme donne un sens à une expression telle que:
{\displaystyle A+B\wedge F}
où {\displaystyle A} et {\displaystyle B} appartiennent à {\displaystyle {\mathcal {G}}} tandis que {\displaystyle F} appartient à {\displaystyle {\mathcal {G}}^{\mathcal {V}}}.
De la même façon, tout opérateur qui agit sur {\displaystyle {\mathcal {G}}^{\mathcal {V}}}, c'est-à-dire qui transforme une fonction à valeurs multivectorielles en un autre fonction à valeurs multivectorielles, peut être incorporé à l'algèbre sus-mentionnée, et ce à l'aide d'un plaquage point par point similaire.  Un tel plaquage sera utilisé pour étudier les propriétés algébriques des opérateurs définis dans cet article.

## Dérivée directionnelle

### Définition
Étant donné une application {\displaystyle F} d'un espace vectoriel {\displaystyle {\mathcal {V}}} vers son algèbre géométrique {\displaystyle {\mathcal {G}}({\mathcal {V}})}, ainsi que deux vecteurs {\displaystyle \mathbf {a} } et {\displaystyle \mathbf {b} } de {\displaystyle {\mathcal {V}}}, on appelle dérivée de {\displaystyle F} dans la direction {\displaystyle \mathbf {b} } au point {\displaystyle \mathbf {a} }, la limite, lorsqu'elle existe, du quotient {\displaystyle (F(\mathbf {a} +\epsilon \mathbf {b} )-F(\mathbf {a} ))/\epsilon } lorsque le scalaire {\displaystyle \epsilon } tend vers zéro.  Cette limite est alors notée {\displaystyle \partial _{\mathbf {b} }F(\mathbf {a} )}:
{\displaystyle \partial _{\mathbf {b} }F(\mathbf {a} )=\lim _{\epsilon \rightarrow 0}{\frac {F(\mathbf {a} +\epsilon \mathbf {b} )-F(\mathbf {a} )}{\epsilon }}}
L'opérateur {\displaystyle F\mapsto (\mathbf {a} \mapsto \partial _{\mathbf {b} }F(\mathbf {a} ))}, dit de dérivation selon la direction {\displaystyle \mathbf {b} }, est noté {\displaystyle \partial _{\mathbf {b} }}.
Dans une base {\displaystyle (\mathbf {e} _{1},\mathbf {e} _{2},\cdots )}, l'opérateur de dérivation selon la direction {\displaystyle \mathbf {e} _{j}} est noté {\displaystyle \partial _{j}}.

### Propriétés
- {\displaystyle \partial _{\mathbf {a} +\mathbf {b} }=\partial _{\mathbf {a} }+\partial _{\mathbf {b} }}
- {\displaystyle \partial _{\lambda \mathbf {a} }=\lambda \partial _{\mathbf {a} }}
- {\displaystyle \partial _{\mathbf {a} }(F+G)=\partial _{\mathbf {a} }F+\partial _{\mathbf {a} }G}
- {\displaystyle \partial _{\mathbf {a} }(FG)=(\partial _{\mathbf {a} }F)G+F\partial _{\mathbf {a} }G}  (règle du produit)
- {\displaystyle \partial _{\mathbf {a} }{\langle F\rangle _{k}}=\langle \partial _{\mathbf {a} }F\rangle _{k}}  (invariance de grade)
- {\displaystyle \partial _{\mathbf {f} _{i}}=(\mathbf {f} _{i}\cdot \mathbf {e} ^{j})\partial _{\mathbf {e} _{j}}}  (covariance).
- {\displaystyle \partial _{\mathbf {a} }({F\circ \lambda })=(\partial _{\mathbf {a} }\lambda ){\frac {dF}{d\lambda }}} (règle dite d'enchainement scalaire, où {\displaystyle \lambda \in \mathbb {K} ^{\mathcal {V}}} et {\displaystyle F\in {\mathcal {G}}^{\mathbb {K} }})
- {\displaystyle \partial _{\mathbf {a} }(\mathbf {x} \mapsto \mathbf {x} )=\mathbf {a} }
- {\displaystyle \partial _{\mathbf {a} }(\mathbf {x} \mapsto A)=0}, (où {\displaystyle A} est un multivecteur constant)
- {\displaystyle \partial _{\mathbf {a} }(\mathbf {x} \mapsto |\mathbf {x} |)=(\mathbf {x} \mapsto {\frac {\mathbf {a} \cdot \mathbf {x} }{|\mathbf {x} |}})}
- {\displaystyle \partial _{\mathbf {a} }(\mathbf {x} \mapsto {\frac {\mathbf {x} }{|\mathbf {x} |}})=(\mathbf {x} \mapsto {\frac {(\mathbf {a} -(\mathbf {a} \cdot \mathbf {x} )\mathbf {x} ^{-1})}{|\mathbf {x} |}}={\frac {\mathbf {x} ^{-1}(\mathbf {x} \wedge \mathbf {a} )}{|\mathbf {x} |}})}
- {\displaystyle F(\mathbf {x} +\mathbf {a} )=e^{\partial _{\mathbf {a} }}F(\mathbf {x} )=\sum _{k>=0}{\frac {(\partial _{\mathbf {a} })^{k}}{k!}}F(\mathbf {x} )} (développement de Taylor)

## Différentielle

### Définition
Une fonction {\displaystyle F\in {\mathcal {G}}^{\mathcal {V}}} est dite continuellement différentiable en un point {\displaystyle \mathbf {x} \in {\mathcal {V}}} lorsque pour tout vecteur {\displaystyle \mathbf {a} \in {\mathcal {V}}}, la dérivée de {\displaystyle F} selon la direction {\displaystyle \mathbf {a} } existe en tout point {\displaystyle \mathbf {y} } d'un voisinage de {\displaystyle \mathbf {x} }, et forme une fonction continue de {\displaystyle \mathbf {y} } dans ce voisinage.
Si {\displaystyle F} est effectivement continuellement différentiable en {\displaystyle \mathbf {x} }, alors l'application {\displaystyle \mathbf {a} \mapsto \partial _{\mathbf {a} }F(\mathbf {x} )} est une application linéaire appelée différentielle, ou première différentielle, de {\displaystyle F}.  Cette application est notée en soulignant {\displaystyle F} ou en l'indexant par {\displaystyle \mathbf {a} } de telle sorte qu'on a:
{\displaystyle {\underline {F}}(\mathbf {a} ,\mathbf {x} )=F_{\mathbf {a} }(\mathbf {x} )=\partial _{\mathbf {a} }F(\mathbf {x} )}
ou encore, lorsque le point fixe {\displaystyle \mathbf {x} } est sous-entendu:
{\displaystyle {\underline {F}}(\mathbf {a} )=F_{\mathbf {a} }=\partial _{\mathbf {a} }F}

### Propriétés
- {\displaystyle {\underline {F}}(\mathbf {a} +\mathbf {b} )={\underline {F}}(\mathbf {a} )+{\underline {F}}(\mathbf {b} )}
- Pour {\displaystyle |\mathbf {x} -\mathbf {x_{0}} |} suffisamment petit, {\displaystyle F(\mathbf {x} )-F(\mathbf {x_{0}} )\approx {\underline {F}}(\mathbf {x} )-{\underline {F}}(\mathbf {x_{0}} )}
- {\displaystyle {\frac {dF}{dt}}(\mathbf {x} (t))={\underline {F}}({\frac {d\mathbf {x} (t)}{dt}},\mathbf {x} )}

## Dérivée vectorielle

### Définition
Il existe plusieurs manières de définir la dérivée vectorielle, et avec elle l'opérateur de dérivation vectorielle.  Chacune présente des avantages et des inconvénients.  Dans cette section les principales méthodes de définition sont présentées et sont assumées équivalentes.   Dans tous les cas, la dérivée vectorielle d'une fonction est l'application de l' opérateur de dérivation vectorielle sur cette fonction, ou inversement, selon que ce qui est défini tout d'abord est la dérivée vectorielle ou l'opérateur de dérivation vectorielle.

#### À partir d'opérateurs de dérivation directionnelle
Théorème et définition — Pour toute base {\displaystyle (\mathbf {e} _{1},\mathbf {e} _{2},\ldots )} de base duale {\displaystyle (\mathbf {e} ^{1},\mathbf {e} ^{2},\ldots )}, l'expression {\displaystyle \textstyle \sum _{j}\mathbf {e} ^{j}\partial _{j}} ne dépend pas de la base choisie.
Cette expression, notée {\displaystyle \partial }, est alors appelée opérateur de dérivation vectorielle:
qui peut aussi être écrit, avec la convention de sommation d'Einstein:

### Propriétés

#### Comportement algébrique
Théorème — L'opérateur de dérivation vectorielle se comporte algébriquement comme un vecteur.

#### Caractérisation algébrique de la dérivée directionnelle
Théorème — L'opérateur de dérivation directionnelle est le produit intérieur de sa direction par l'opérateur de dérivation vectorielle.